# ペレムィシュリ (カルーガ州)
ペレムィシュリ（ロシア語: Перемышль）は、ロシア・カルーガ州ペレムィシュリ地区(ru)の村落（село / セロ）である。また同地区の行政中心地である。人口は2002年に3235人、2010年に3279人。

## 地理
オカ川の左岸に位置し、便宜上、ペレムィシュリ・ナ・オケ（オカ川沿いのペレムィシュリの意）の表記がなされる場合がある。州都カルーガとは同地区の北部が接し、また地区南部はトゥーラ州に面している。

## 歴史
史料上におけるペレムィシュリの初出は1328年である。ペレムィシュリはモスクワ大公イヴァン1世から、その子のセルプホフ公アンドレイ(ru)に与えられた。また、ロシアとリトアニア大公国との闘争の中で、ペレムィシュリは2回リトアニアの手に渡っている。1370年代にはペレムィシュリ公国(ru)領がカラチェフ公国から分離した。
1596年にはクリミア・ハン国によってペレムィシュリ一帯は破壊にさらされており、1598年にはボリス・ゴドゥノフが要塞化している。ロシアの動乱時代には、ポーランド・リトアニア共和国軍、コサック軍によって多くの被害をこうむった。
近代のペレムィシュリの行政上の所属としては、帝政ロシア期の1708年にスモレンスク県（グベールニヤ）に、1719年にはモスクワ県に属した。1776年にはカルーガ県（ナメストニチェストヴォ）が設置され、1796年以降もカルーガ県(ru)（グベールニヤ）に属した。
1925年、ペレムィシュリの自治体としての格は村集落（Сельское поселение）と位置づけられた。1929年、ペレムィシュリ地区の行政中心地となり、現在に至る。

## ゆかりの著名人
- ボリス・ノヴィコフ(ru) - ソヴィエト連邦の科学者。ペレムィシュリ出生。